# کلارنس اولدفیلد
کلارنس اولدفیلد (انگلیسی: Clarence Oldfield; ۲۷ نوامبر ۱۸۹۹ – ۱۴ دسامبر ۱۹۸۱) ورزشکار دو و میدانی اهل آفریقای جنوبی بود.